# 尼が瀬
尼が瀬（あまがせ）は、大分県大分市の地名。現行行政地名は尼が瀬一丁目から尼が瀬三丁目。住居表示実施済区域。

## 地理
大分市の西部に位置し、東に明磧町、他は大字荏隈と接している。

## 歴史

### 沿革
- 2021年（令和3年）1月16日 - 住居表示を実施に伴い、大字荏隈、大字奥田の各一部（通称は尼ケ瀬）から、尼が瀬一丁目から尼が瀬三丁目を新設[5]。

### 町名の変遷
| 実施後       | 実施年月日               | 実施前（各町名ともその一部、公称のみ） |
| ------------ | ------------------------ | -------------------------------------- |
| 尼が瀬一丁目 | 2021年（令和3年）1月16日 | 大字荏隈（一部）                       |
| 尼が瀬二丁目 | 2021年（令和3年）1月16日 | 大字荏隈、大字奥田（各一部）           |
| 尼が瀬三丁目 | 2021年（令和3年）1月16日 | 大字荏隈（一部）                       |

## 世帯数と人口
2022年（令和4年）3月31日現在（大分市発表）の世帯数と人口は以下の通りである。
| 丁目・通称           | 世帯数  | 人口  |
| -------------------- | ------- | ----- |
| 尼が瀬一丁目         | 150世帯 | 312人 |
| 尼が瀬二丁目         | 54世帯  | 108人 |
| 尼が瀬三丁目・尼ケ瀬 | 106世帯 | 237人 |
| 計                   | 310世帯 | 657人 |

## 学区
市立小・中学校に通う場合、学区は以下の通りとなる（2022年4月時点）。
| 丁目         | 番・番地等 | 小学校               | 中学校               |
| ------------ | ---------- | -------------------- | -------------------- |
| 尼が瀬一丁目 | 全域       | 大分市立南大分小学校 | 大分市立南大分中学校 |
| 尼が瀬二丁目 | 全域       | 大分市立南大分小学校 | 大分市立南大分中学校 |
| 尼が瀬三丁目 | 全域       | 大分市立南大分小学校 | 大分市立南大分中学校 |

## その他

### 日本郵便
- 郵便番号 : 870-0858[2]（集配局 : 大分中央郵便局[7]）。